# 1.ª División de Portaaviones (Japón)
La 1.ª División de Portaaviones (第一航空戦隊 Dai-ichi Kōkū Sentai?) fue una unidad de portaaviones de la 1.ª Flota Aérea de la Armada Imperial Japonesa.

## Historia

### Segunda Guerra Mundial
Al comienzo de la Guerra del Pacífico en la Segunda Guerra Mundial, la división estaba compuesta por los portaaviones Akagi y Kaga. Ambos portaaviones participaron en el ataque a Pearl Harbor y en la incursión del Océano Índico.
Tras la pérdida del Akagi y el Kaga en la desastrosa batalla de Midway en junio de 1942, el Shōkaku, el Zuikaku y el Zuihō formaron la nueva división.

## Historial
| Fecha                   | Unidades                                                             |
| ----------------------- | -------------------------------------------------------------------- |
| 1 de abril de 1928      | Akagi, Hōshō                                                         |
| 1 de abril de 1928      | 6.ª División de Destructores: Ume, Kusunoki                          |
| 1 de diciembre de 1931  | Kaga, Notoro                                                         |
| 1 de diciembre de 1931  | 2.ª División de Destructores: Minekaze, Okikaze, Yakaze, Sawakaze    |
| 15 de noviembre de 1934 | Ryūjō, Hōshō                                                         |
| 15 de noviembre de 1934 | 5.ª División de Destructores: Asakaze, Harukaze, Matsukaze, Hatakaze |
| 1 de diciembre de 1937  | Kaga                                                                 |
| 1 de diciembre de 1937  | 29.ª División de Destructores: Oite, Hayate, Asanagi, Yūnagi         |
| 15 de noviembre de 1939 | Akagi                                                                |
| 15 de noviembre de 1939 | 19.ª División de Destructores: Isonami, Uranami, Ayanami, Shikinami  |
| 10 de abril de 1941     | Akagi, Kaga                                                          |
| 10 de abril de 1941     | 7.ª División de Destructores: Akebono, Ushio                         |
| 14 de julio de 1942     | Shōkaku, Zuikaku, Zuihō                                              |
| 1 de abril de 1944      | Shōkaku, Zuikaku, Taihō                                              |
| 15 de agosto de 1944    | Unryū, Amagi                                                         |
| 15 de diciembre de 1944 | Unryū, Amagi, Katsuragi, Jun'yō, Ryūhō                               |
| 10 de abril de 1945     | Disuelta.                                                            |